# ۲۶۵ (قمری)
۲۶۵ (قمری)، دویست و شصت و پنجمین سال در گاهشماری هجری قمری است. اول محرم این سال برابر با هفتم سپتامبر سال ۸۷۸ میلادی است.

## درگذشتگان
- شوال - یعقوب لیث صفاری : مؤسس سلسله صفاری در ایران.

## وابسته
- عمرو لیث